# Процентная норма
Процентная норма (ср. лат. numerus clausus, «ограниченное число») — предельно допускаемая доля представителей какой-либо группы населения в общем числе обучающихся в учебных заведениях, занимающих определённые должности, состоящих на государственной службе, людей определённых профессий и т. п. Этот термин применяется для обозначения системы дискриминационных мер по отношению к евреям, проводимых государственными учреждениями и общественными организациями разных стран (см. Антисемитизм). В узком смысле процентная норма — законодательное ограничение приёма евреев в высшие и средние учебные заведения, действовавшее в Российской империи с 1887 по 1917 год. Однако такие ограничения как в отношении евреев, так и в отношении других этнических групп применялись в разных странах в разное время.

## В Российской империи
C 1864 года был ограничен доступ поляков в университеты Москвы и Санкт-Петербурга. Процентная норма составляла 10 %. Польская молодежь устремилась в Киевский университет, однако, вслед за покушением Каракозова на императора Александра II в 1866 году было ограничено максимальное число польских студентов (в том числе вольнослушателей) и в Киеве, нормой в 20 %.
С 1860 по 1907 годы существовала процентная норма и в православных духовных семинариях: количество студентов, не принадлежавших к духовному сословию не должно было превышать 10 % (20 % в Грузии, Варшавской и Рижской семинариях). Однако, данная процентная норма зачастую не соблюдалась.

### Процентная норма для евреев
В 1882 году военный министр П. С. Ванновский издал распоряжение, ограничившее 5 % численность евреев-врачей и фельдшеров среди медицинского персонала русской армии.
В 1886 году в России была введена процентная норма для приёма евреев в гимназии и университеты. Обер-прокурор Святейшего Синода Константин Победоносцев считал, что, поскольку университеты существуют на налоги, а евреи составляют лишь пять процентов населения Российской империи, то будет несправедливо, если при их склонности к наукам они займут 95 % мест в университетах вместо русской молодежи. Процентная норма была введена циркулярами Комитета министров. В пределах черты оседлости доля евреев среди учащихся мужских гимназий и университетов не должна была превышать 10 %, в остальной части империи — 5 %, в столицах — 3 %.
В 1889 году министр юстиции Николай Манасеин провёл в качестве временной меры постановление, приостанавливающее принятие в число присяжных поверенных «лиц нехристианских вероисповеданий до издания особого закона». Обосновывалось это тем, что «адвокатура наводняется евреями, вытесняющими русских» и что эти евреи «своими специфическими приёмами нарушают моральную чистоту, требуемую от сословия присяжных поверенных». В секретной части постановления подчеркивалось, что Министерство юстиции не будет выдавать разрешение на зачисление в присяжные поверенные ни одному еврею, пока не будет установлена соответствующая процентная норма по всей стране.
В результате осуществления процентной нормы в России темпы еврейской ассимиляции замедлились. В среде еврейской молодежи усилились революционные настроения; молодёжь устремилась в заграничные учебные заведения. Это подстегнуло, с одной стороны, эмиграционные процессы, а с другой — революционное брожение, приобщение студентов из России к либеральным и лево-радикальным (коммунистическим и анархическим) идеям Запада.

## В Румынии
В 1935 году правление Юридической ассоциации Румынии приняло постановление о процентной норме для евреев-юристов. Принятие евреев в ассоциацию прекратилось, а иногда на основе данного постановления лицензий лишали евреев, уже входивших в неё.

## В США и Канаде
В США и Канаде с начала 1920-х до начала 1960-х годов существовала процентная норма для евреев в ряде престижных университетов: Гарвардском, Колумбийском, Йельском, Принстонском, Ратгерском, Дьюка, Джонса Хопкинса, Корнеллском, Северо-Западном, Колгейтском, Макгилла и других. Норма заметно варьировалась: шесть студентов-евреев в год в Колгейтском университете, 3 % в Университете Дьюка, 10 % в Йельском университете, максимально доходя до 16 %. В Йельском университете до 1948 года евреев, негров и белых неевреев селили отдельно друг от друга.

## В современном мире
В современных (преимущественно англоязычных) странах часто встречается практика позитивной дискриминации, Это политика набора кадров или учащихся, устанавливающая процентную норму присутствия в коллективе представителей групп лиц (не меньше определённого процента), рассматривающихся как «ранее угнетенное меньшинство». Список групп, которым таким образом предоставляются привилегии, варьируется в зависимости не только от региона, но и от политики конкретной компании или учебного заведения, вводящих у себя такие правила. Несмотря на то, что эта практика вызывает критику и общественную дискуссию (например, консервативные политики часто называют подобную практику «инструментом притеснения большинства»), за последнее десятилетие она получает распространение в множестве западных компаний (нередко — в сфере ИТ),